# Ernte 23
| Ernte 23 (mit Filter)                                                                   | Ernte 23 (mit Filter)                                                           |
| --------------------------------------------------------------------------------------- | ------------------------------------------------------------------------------- |
| Kondensat/Teer:                                                                         | 10 mg                                                                           |
| Nikotin:                                                                                | 0,8 mg                                                                          |
| Kohlenmonoxid:                                                                          | 10 mg                                                                           |
| Tabakzusatzstoffe:                                                                      | Wasser, Stickstoff, Propylenglycol, Zucker, Invertzucker, Kakao, Lakritz, Aroma |
| Stand 2008. Die Angaben gelten für die auf dem deutschen Markt erhältlichen Zigaretten. |                                                                                 |

Ernte 23 (Eigenschreibung: ERNTE23) ist eine Zigarettenmarke, die von dem deutschen Tabakunternehmen Reemtsma, einer Tochter der Imperial Tobacco, produziert wird. 

## Geschichte

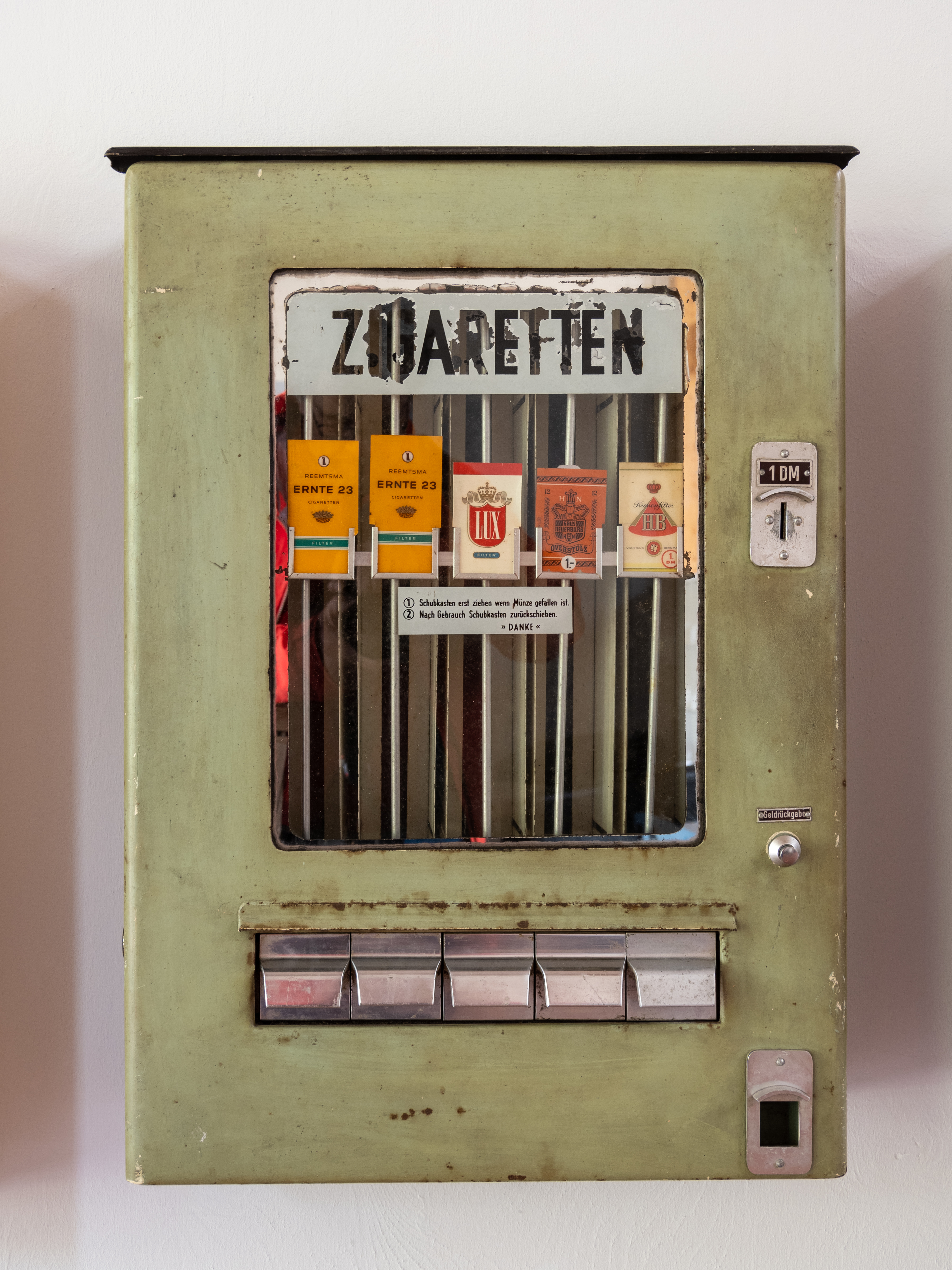
Ernte 23 im Zigarettenautomaten

Infolge eines Streiks gelang es Reemtsma im Jahr 1923, die gesamte Ernte des in Bulgarien angebauten Orienttabaks preisgünstig aufzukaufen. Der Tabak wurde 1924 Basis für die neue, von Hans Domizlaff geschaffene Marke Ernte 23, die seit 1931 geschützt wurde.
Ungewöhnlich für die damalige Zeit war die Farbgestaltung der Ernte-23-Packung. In den Farben Rot und Orange entwarf der Designer Erich Etzold eine Packung, die sich auffallend von den Farbkombinationen anderer Marken abhob.
Nach dem Zweiten Weltkrieg veränderte sich mit dem Einzug der US-amerikanischen Truppen die Geschmacksauswahl der Zigarettenkonsumenten. So verdrängten neue Varianten die Orientzigarette fast vollständig und auch Ernte 23 veränderte sich hin zu einer American-Blend-Zigarette. Dafür wurde jedoch auf Saucing oder Flavouring verzichtet. Mittlerweile wird sie auch als German Blend bezeichnet.
1976 entwickelten die Reemtsma-Manager eine Werbekampagne für die Marke in Kombination mit Stimmpostkarten für denkmalgeschützte Gebäude, bei der die Käufer die Auswahl hatten, wo der Zigarettenkonzern einen Betrag von 25.000 DM für den Denkmalschutz ausgeben sollte.
Die Marke Ernte 23 hatte 1976 einen Marktanteil von 8,6 Prozent.
In den Werbungen für Ernte 23, die sich teilweise poetischer Techniken bedienten, gab es im 20. Jahrhundert Slogans wie „Charakter und Geschmack“, die eine ethisch-ästhetische Tradition als Produktphilosophie auszudrücken versuchten.